# 幻想三國誌4
《幻想三國誌4》是宇峻奧汀開發的電子角色扮演遊戲，在中國大陸由寰宇之星（游戏天堂）代理發行簡體中文版，分別於2007年12月19日和2009年1月16日在台灣和中國大陸發布。
本作主打歷史事件為《漢中之戰》
本作標語：『筆鋒揮灑也難寫盡與你相識的曾經；就算注定無限的遺憾 不錯過不放手』
本作於2008年荣获台湾GAME STAR游戏之星两项大奖“最佳单机游戏奖”和“最佳动画奖”。並於2008年获得當年度巴哈姆特游戏大赏的“年度最佳电脑单机游戏”银赏和“年底最佳国产游戏”银赏。另外於2010年荣获中国游戏产业年会“金凤凰奖”十大最受欢迎单机游戏之一。

## 音樂
游戏主题曲《那天》和片尾曲《獨酌》皆由洪一平演唱。

## 外部連結
- 幻想三國誌4官方網站 （页面存档备份，存于）
- 幻想三國誌系列哈啦板 （页面存档备份，存于）
- 幻想三國誌4巴哈姆特相關介紹 （页面存档备份，存于）